# HD 183144
HD 183144 är en ensam stjärna belägen i den norra delen av stjärnbilden Örnen. Den har en skenbar magnitud av ca 6,32 och är mycket svagt synlig för blotta ögat där ljusföroreningar ej förekommer. Baserat på parallaxmätning inom Hipparcosuppdraget på ca 2,7 mas, beräknas den befinna sig på ett avstånd på ca 1 220 ljusår (ca 373 parsek) från solen. Den rör sig bort från solen med en heliocentrisk radialhastighet på ca 4 km/s.

## Egenskaper
HD 183144 är en blå till vit jättestjärna av spektralklass B4 III. Den har en massa som är ca 5 solmassor, en radie som är ca 4 solradier och har ca 179 gånger solens utstrålning av energi från dess fotosfär vid en effektiv temperatur av ca 9 700 K.
HD 183144 är en  misstänkt variabel stjärna.